# Імаміти
Імаміти, імамія,  (шиїти-двонадесятники), (араб. اثنا عشرية‎‎‎) — одна з основних гілок шиїтського ісламу, «помірковані» шиїти, що визнають дванадцять імамів із роду Алі ібн Абу Таліба. Імамія сьогодні є державною релігією в Ірані. Поширена також у Азербайджані, Іраку, Лівані, Бахрейні та інших країнах.  

## Історія
Ідейними попередниками імаматів були ті шиїти, які проповідували, що згідно з «божественними настановами» імамат належить виключно Алідам і передається шляхом «прямого призначення» устами пророка Мухаммеда чи попереднього імама. Прихильників цієї доктрини у різні часи називали по-різному: спочатку — шиїтами чи турабітами (Тураб — прізвисько Алі), пізніше — джафаритами і рафідитами. Назва «імаміти» з’явилась на початку ІХ ст.: першими імамітами названі шиїтські богослови Алі ібн Ісмаїл ат-Таммар і Мухаммед ібн Халіл ас-Саккак. Після смерті 11-го імама аль-Хасана аль-Аскарі (помер у Самаррі в 873-74 років) прихильники передачі імамату по прямій лінії визнали своїм 12-м імамом його малолітнього сина Мухаммеда, який згодом «зник» чи «приховався». Він був проголошений «прихованим» імамом і очікуваним махді, який повинен повернутися і наповнити світ справедливістю. До кінця ІХ ст. «помірковані» прихильники шиїтських імамів організаційно об’єднались навколо вчення про дванадцять імамів. Після цього об’єднання їх стали називати Імамітами. В історії шиїтів-імамітів можна виділити три великі періоди.

### Ранній період
Ранній період в історії імамії тривав до «великого приховання», що розпочався зі смертю в 940 році четвертого, останнього, «посланця» — «прихованого» імама і триває досі. В цей період імами, а за часів «малого приховання» їх «посланці», або «врата» (баб), здійснювали безпосереднє керівництво своїми прихильниками. Їх численні настанови і висловлювання, що ретельно збиралися і зберігалися, стали основою для розробки імамітської догматики. До кінця цього періоду в основних рисах була сформована імамітська релігійно-політична доктрина. Про життєздатність цієї доктрини свідчили політичні успіхи імаматів — перемога імамітської династії Буїдів в Ірані (932 рік) й Іраку (945 рік).

### Етап розробки і кодифікації імамітської догматики
Наступний період — коли були упорядковані найбільші збірки шиїтських передань (переказів), написані фундаментальні праці з богослов’я, екзегетики, теорії імамату. Імамітське богослов’я розвивалося за умов взаємовпливу з теософією і суфізмом. Значний внесок у розробку релігійно-філософської системи імамізму внесли такі визнані всім шиїтським світом авторитети, як Ібн Бабуйа (†911 р.), аль-Муфід (†1067 р.), ат-Табарсі (†1153 р.), Насир ад-дін ат-Тусі (†1273-74 р.), аль-Аллама аль-Хіллі (†1326 р.), Гайдар Амулі (†1385 р.).

### Період вільного розвитку
Третій період починається з XVI ст., коли в Ірані імамітський шиїзм став державною релігією. Це сприяло активізації діяльності імамітських вчених, особливо в галузі релігії, філософії, права. Суттєвий внесок у розвиток імамітської філософії внесли Мір Дамад (†1631-32 р.) і Мулла Садра (†1640 р.). В XIX ст. в середовищі імамітського ісламу виник потужний бабідсько-бахаїський рух, засновники якого, використовуючи месіанські ідеї, намагались докорінно реформувати іслам.

### Особливості релігійного вчення
Імамітське вчення ґрунтується на п’яти «основах віри»: 1. Вчення про єдинобожжя (таухід); 2. Віра в божественну справедливість; 3. Визнання пророцької місії Мухаммеда і попередніх пророків; 4. Віра в воскресіння мертвих, Судний день і загробне життя; 5. Вчення про імамат. Перша, третя і четверта догми спільні для імаматів і сунітів. У розумінні божественної справедливості між ними склалися деякі відмінності. І лише вчення про імамат, що стало головною догмою імамітського ісламу, йде врозріз з сунітською доктриною про верховну владу. Основою імамітської релігійно-політичної доктрини є уявлення про божественну природу верховної влади. Імамат розглядається як «божественна настанова». Імамітські богослови виходили з того, що Боже одкровення має два аспекти — зовнішній (захір) і прихований (батин). Зі смертю пророка Мухаммеда закінчився «пророчий цикл», в якому він був одночасно носієм божественного одкровення і тлумачем його «прихованого» змісту, і розпочався «період імамату», як продовження езотеричних функцій пророцтва — розкриття «прихованого» змісту релігії. Це призвело до формування уявлення про абсолютну непомильність і надприродні знання носіїв імамату — імімів із роду Алі. Наслідком цього стало визнання їх абсолютного авторитету у справах світського і духовного життя. Невід’ємним елементом цієї доктрини стало вчення про «прихованого» імама, махді, з пришестям якого імаміти пов’язують розкриття істинного сенсу Корану і єдинобожжя, встановлення ідеального ладу, закладеного божественною справедливістю.
Зрештою імамітські богослови створили свою релігійно-філософську доктрину, в якій імамат фігурує як найважливіша космічна сила, еманація вічного божественного світла, а імам — виконавець божественних настанов, верховний духовний керівник, як «полюс», чи «вісь», навколо якої обертаються сфери буття.

### Релігійна практика
Релігійна практика імамітів мало чим відрізняється від практики сунітів. Разом з тим для імамітів характерний культ «мучеників», до яких вони зараховують усіх своїх імамів, в першу чергу Хусейна ібн Алі (див. Ашура). Тому паломництва до могил імамів і святих (у Наджафі, Кербелі та ін.) мають велике значення в їх релігійній практиці.

### Духовна і світська влада
Попри все, у шиїтському середовищі з плином часу відбувався процес поділу верховної влади на духовну і світську. Внаслідок того, що шиїтський іслам визнає божественну природу влади, «люди релігії», зокрема в Ірані, взяли на себе роль посередників між «очікуваним» імамом, повноважним представником Аллаха на землі, і його общиною. Ця обставина відіграла суттєву роль у консолідації опозиційних сил навколо «людей релігії», що протиставили світському правлінню шаха «законне», ісламське правління. Обновитель шиїтської доктрини верховної влади аятола Хомейні і його однодумці проповідують те, що «ісламське правління» — це виконання «божественного повеління», воно не подібне ні до царського, ні до шахіншахського, ні до імператорського. Вони вважають, що єдиним правителем і законодавцем цього «законного правління» є сам Аллах. Визнаючи божественну природу влади, яку повинне здійснювати «ісламське правління», сучасні ідеологи шиїзму проголошують ідеальною моделлю правління практику Мухаммеда, перших халіфів і шиїтських імамів, не поділяючи іслам на релігію і політику. Вони розглядають «ісламське правління» як своєрідний «шлюбний союз» між релігією і політикою. «Ісламське правління» є оновленою доктриною імамату, спробою реалізувати ідеальну модель теократичного правління, намаганням відродити єдність духовної і світської складової ісламу.

### Організація
Найрозвинутіша ієрархічна організація імамітів у Ірані. Тут існує дві категорії духовенства: ті, які перебувають, і ті, які не перебувають на державній службі. Традиційні релігійні авторитети, котрі мають напівофіційний статус, улеми (інститут улемів), — знавці Корану, тлумачі шиїтських законів, які здобули богословську освіту. Верхівку улемів становлять муджтахіди, серед яких існує своєрідна ієрархія. Найавторитетніші отримують звання аятола (божественне знамення) і мають право висловлювати власну думку зі спірних питань, робити юридичні висновки. Лише деякі з-поміж визнаних аятола отримують звання аятола аль-узма (великий аятола) і мердже ат-тоглід (той, хто має право видавати фетву). Інша категорія релігійних авторитетів  — улеми (муджтехіди), які є релігійними керівниками й офіційними представниками, котрі отримують платню від держави. Насамперед це судді (каді), частково мулли тощо. Головний офіційний представник ісламу — шейх уль-іслам, вищий суддівський авторитет. Серед муджтехідів виділяються імами (настоятелі) великих мечетей і мулли — проповідники кафедральних мечетей. До нижчого духовенства належать карі — ті, які читають Коран; пиш-намази — ті, які виконують різні релігійні обряди під час богослужіння; роузе-хани — ті, які читають релігійні розповіді, пов’язані з загибеллю Алі та Хусейна. Середнє духовенство становлять ваези — проповідники в мечетях, чиї проповіді часто з’являються на газетних шпальтах; імами — настоятелі мечетей. Вище духовенство — це імам-джуми — настоятелі кафедральних мечетей (зазвичай призначаються і затверджуються державною владою); муарриси — викладачі вищих релігійних навчальних закладів, учені-богослови; муджтехіди — богослови вищого рангу, яких у країні всього близько сотні.

### Імамія у сучасному світі
Сьогодні імаміти — найчисленніша течія шиїтського ісламу. Імамітське вчення є державною релігією Ірану, де імаміти складають більшість населення. Імаміти становлять більшість населення і в Азербайджані. В Іраку імаміти складають майже половину населення країни. Великі імамітські общини існують в Лівані, Кувейті, Бахрейні, Саудівській Аравії, Йорданії, Афганістані, Пакистані та інших країнах.

### Перелік 12-ти імамів
1. Алі ібн Абу Таліб (604–661 рр.)
араб. علي بن أبي طالب

2. Хасан ібн Алі (624–680)
араб. لحسن بن علي

3. Хусейн ібн Алі (626–680)
араб. الحسین بن علي

4. Алі ібн Хусейн (658-9–712)
араб. علي بن الحسین

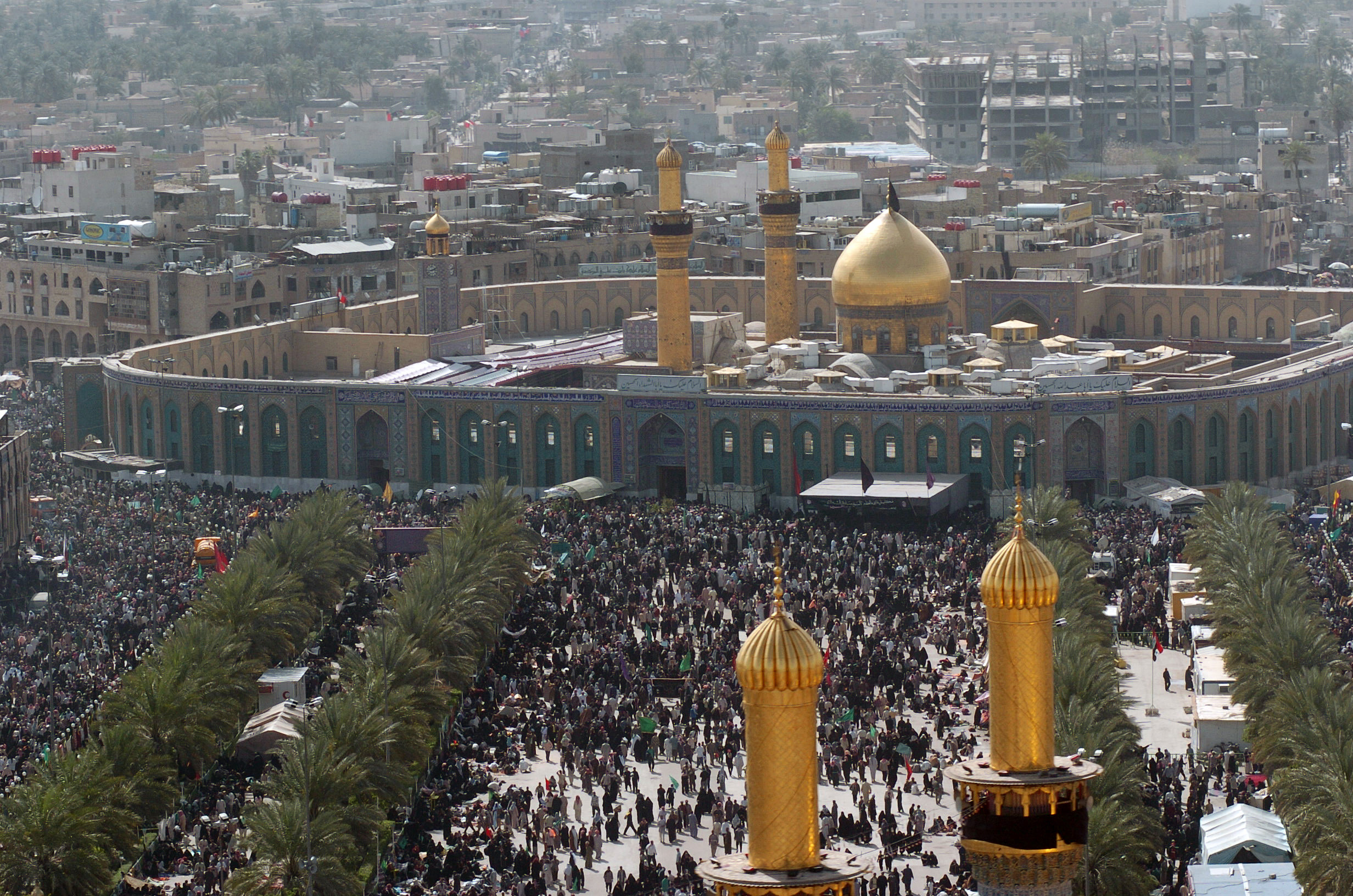
Мавзолей імама Хусейна в Кербелі, Ірак

5. Мухаммед ібн Алі аль-Багір (677–732)
араб. محمد بن علي

6. Джафар ібн Мухаммед (702–765)
араб. جعفر بن محمد

7. Муса ібн Джафар (744–799)
араб. موسی بن جعفر

8. Алі ібн Муса (765–818)
араб. علي بن موسی

9. Мухаммед ібн Алі (811–835)
араб. محمد بن علي

10. Алі ібн Мухаммед (827–868)
араб. علي بن محمد

11. Хасан ібн Алі (Хасан аль-Аскарі) (846–874)
араб. الحسن بن علي

12. Мухаммед ібн Хасан (Мухаммед аль-Махді) (868– )

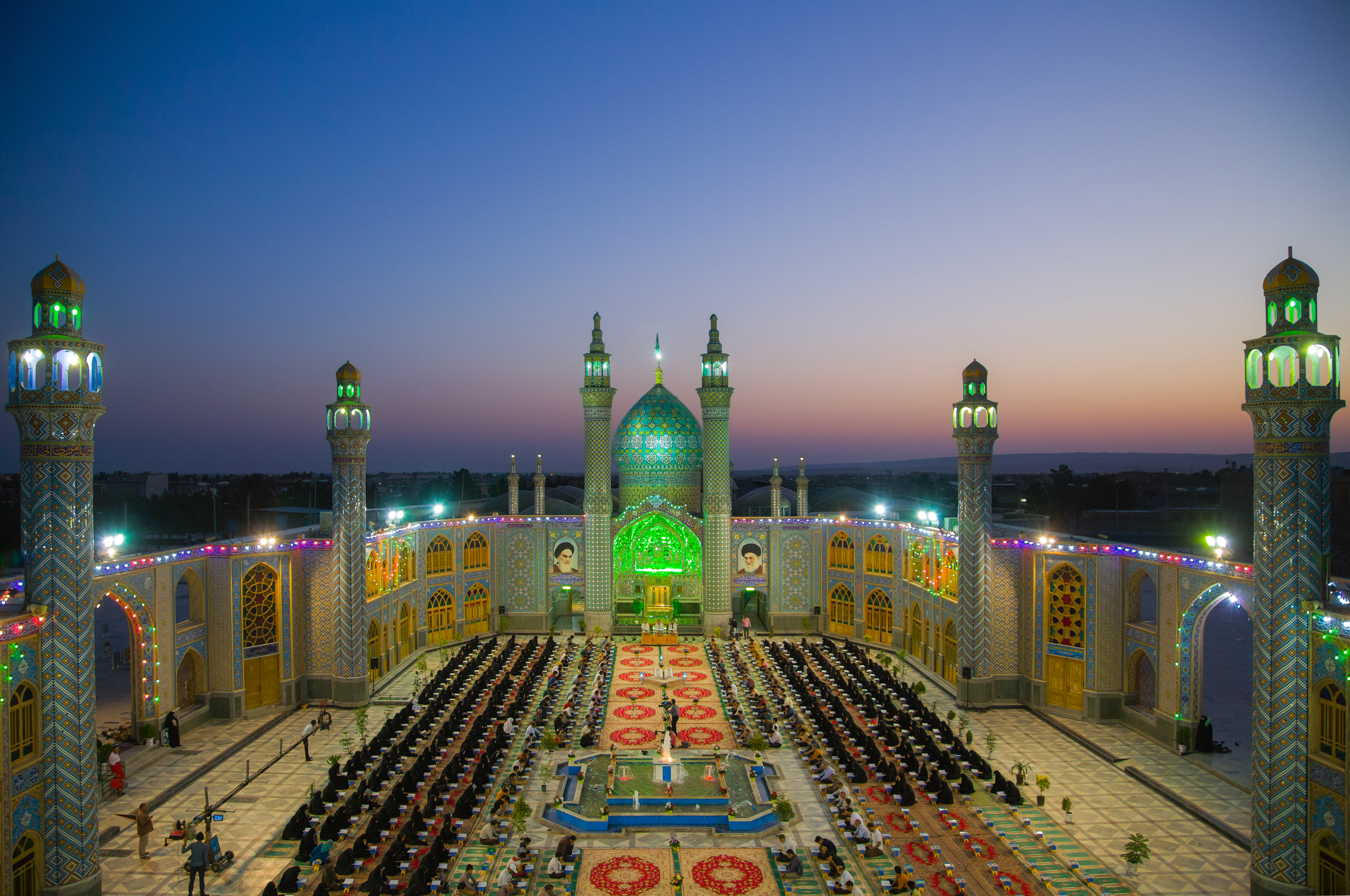
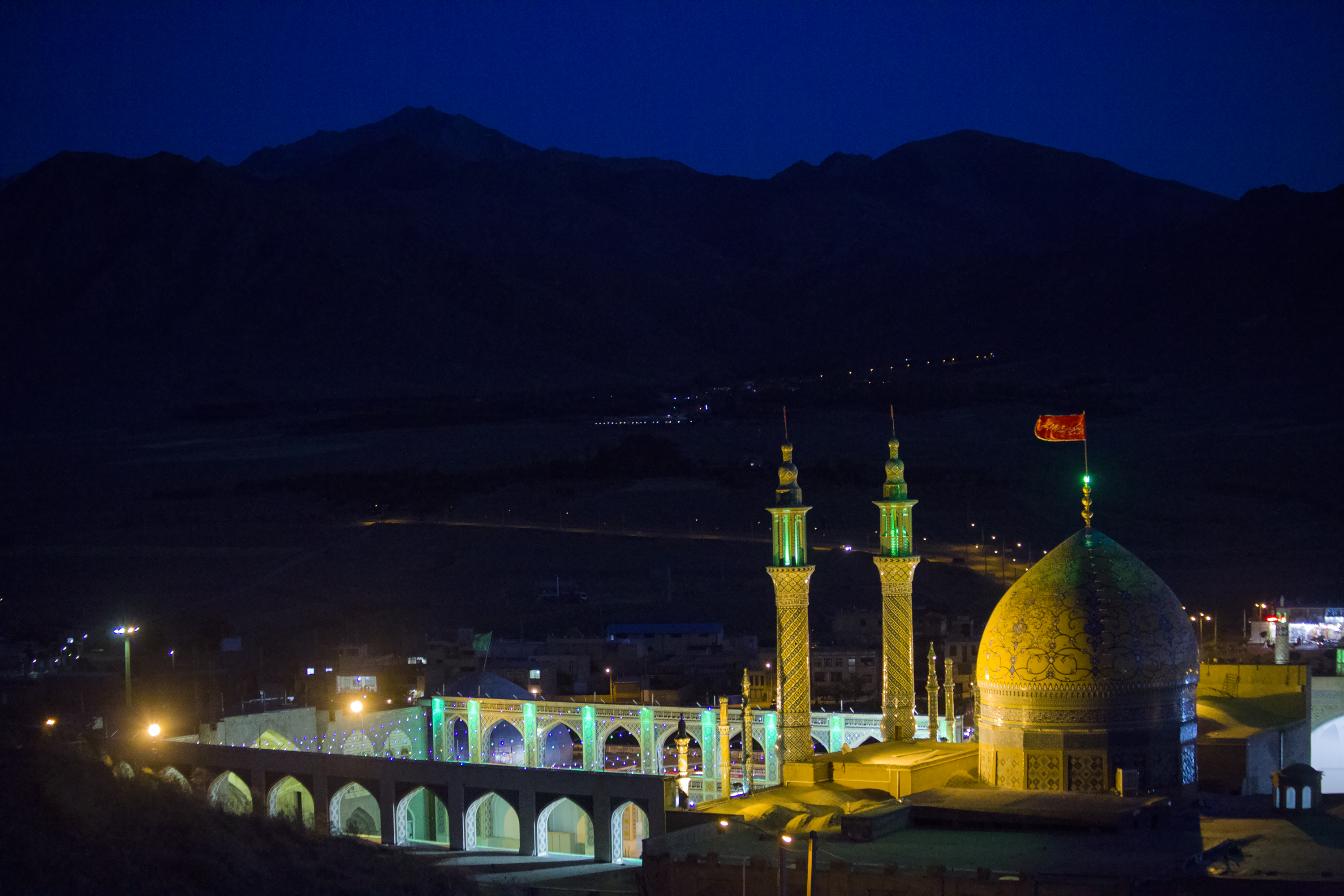
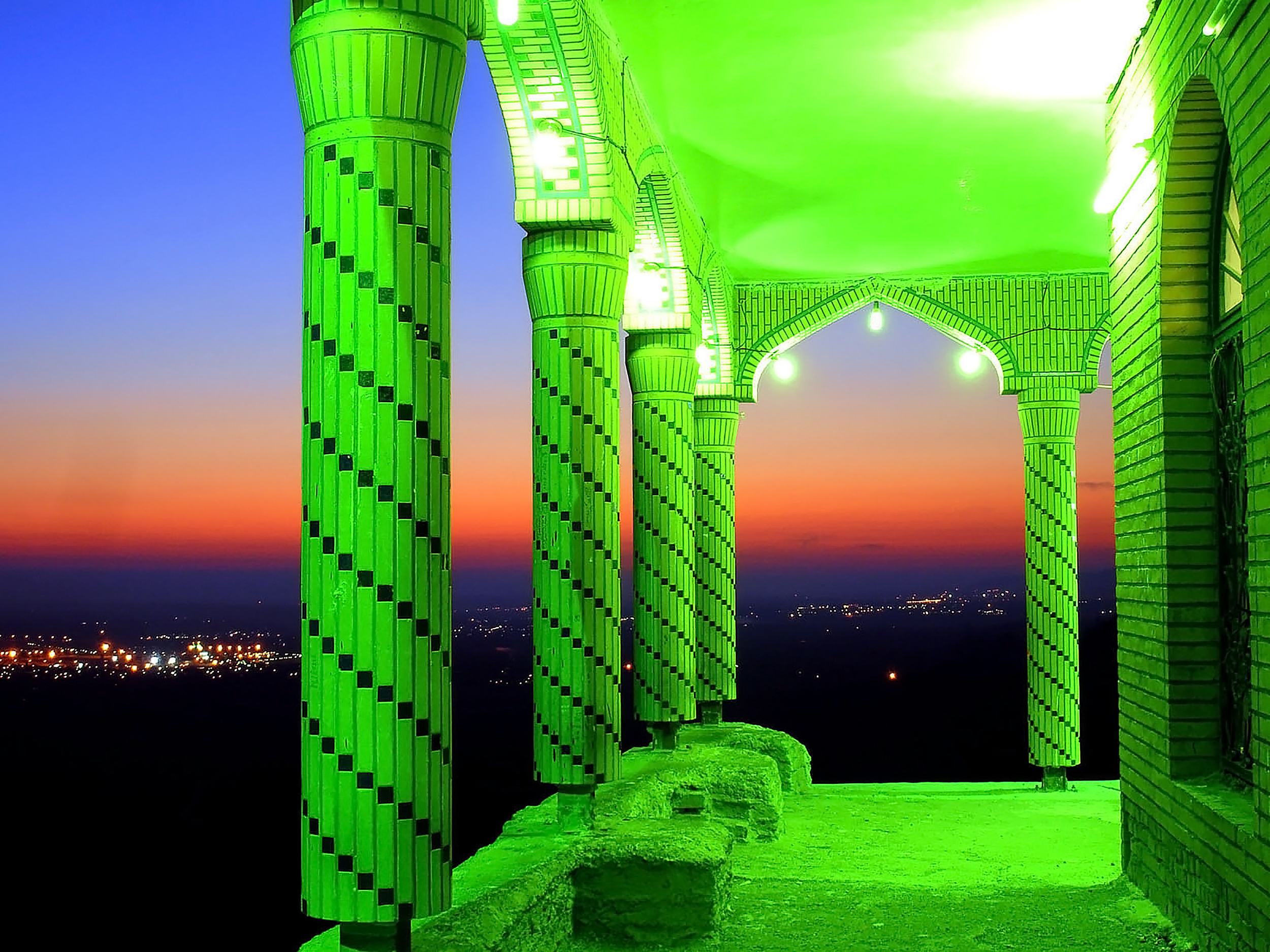
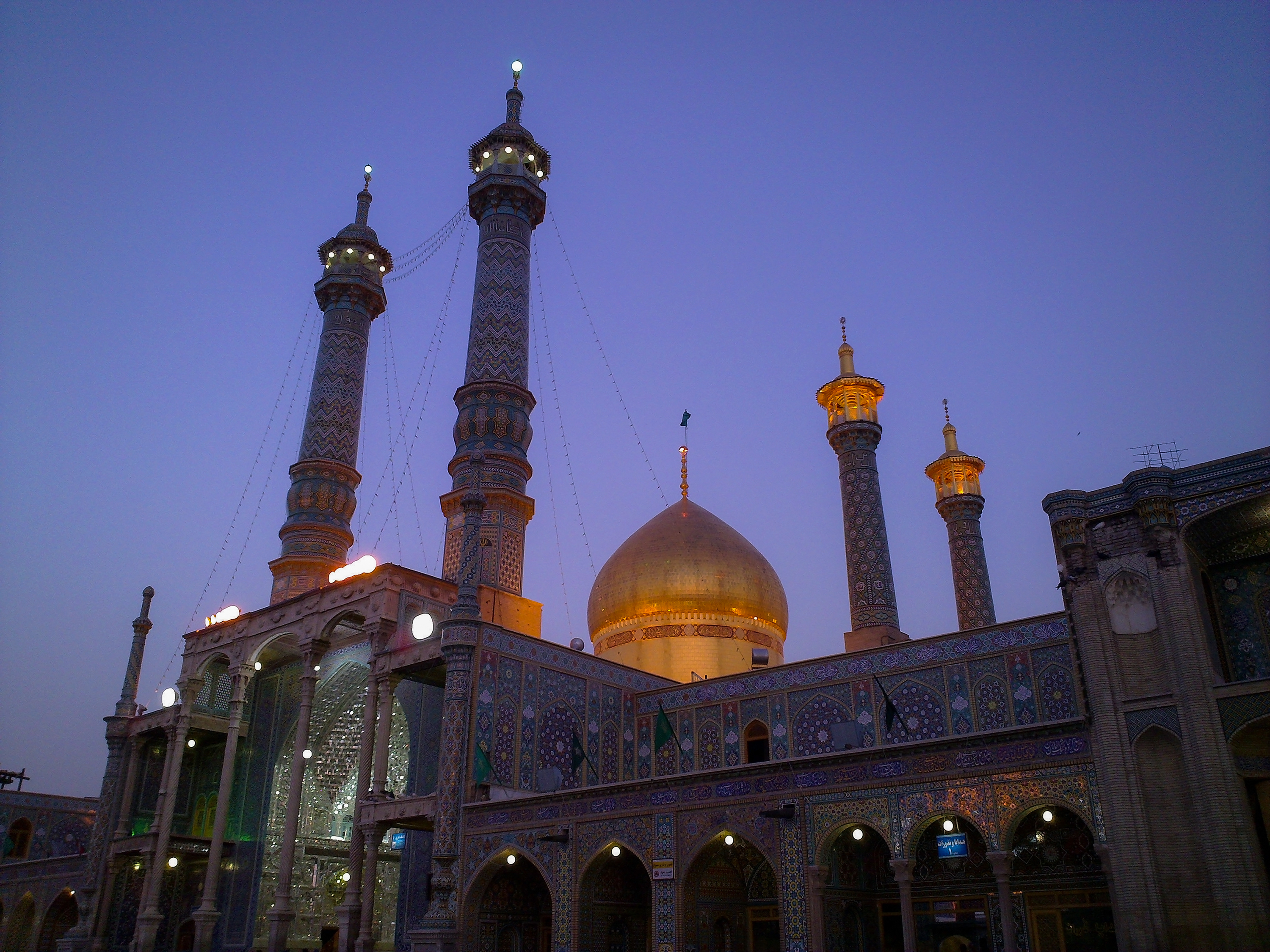
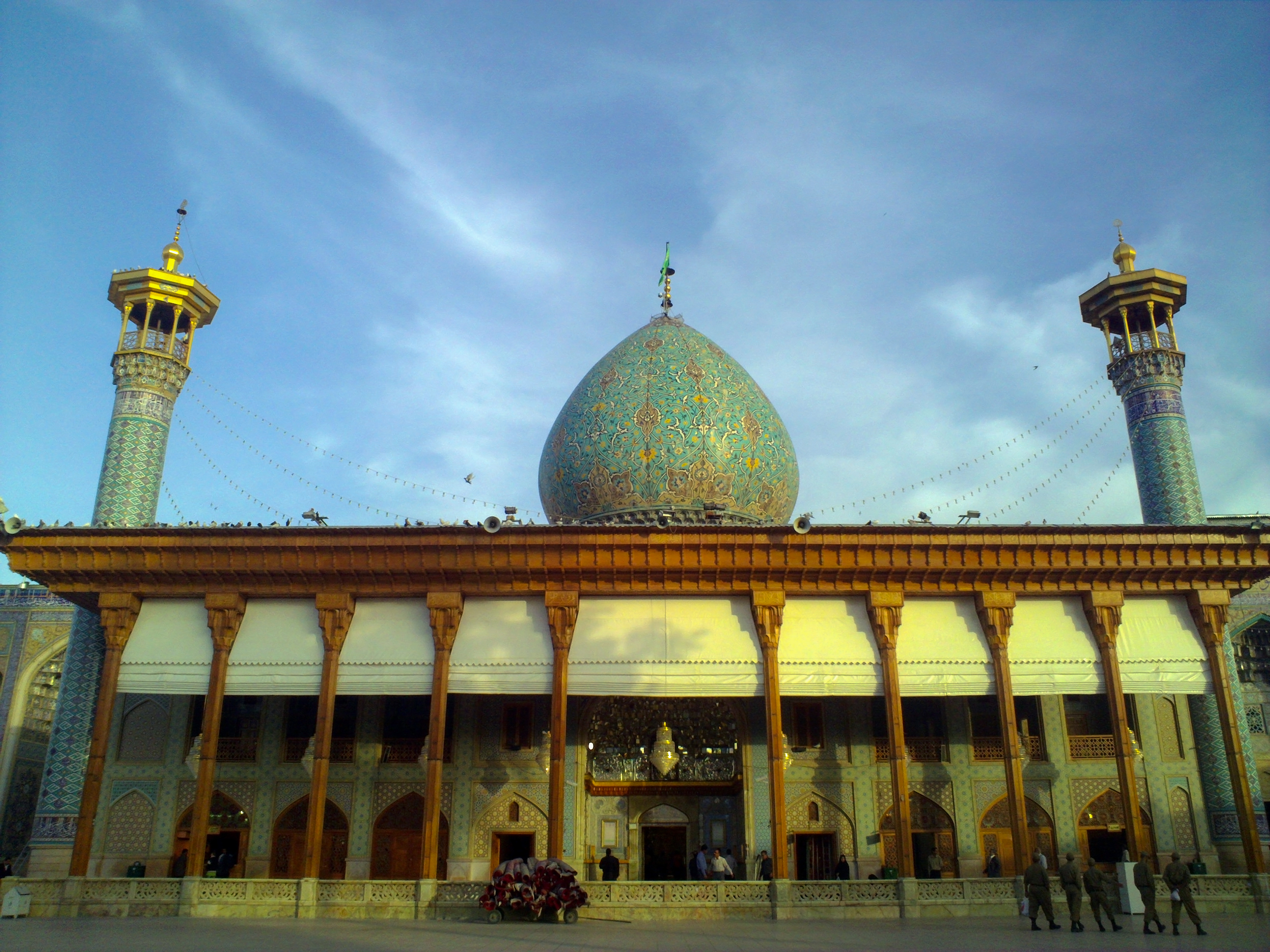
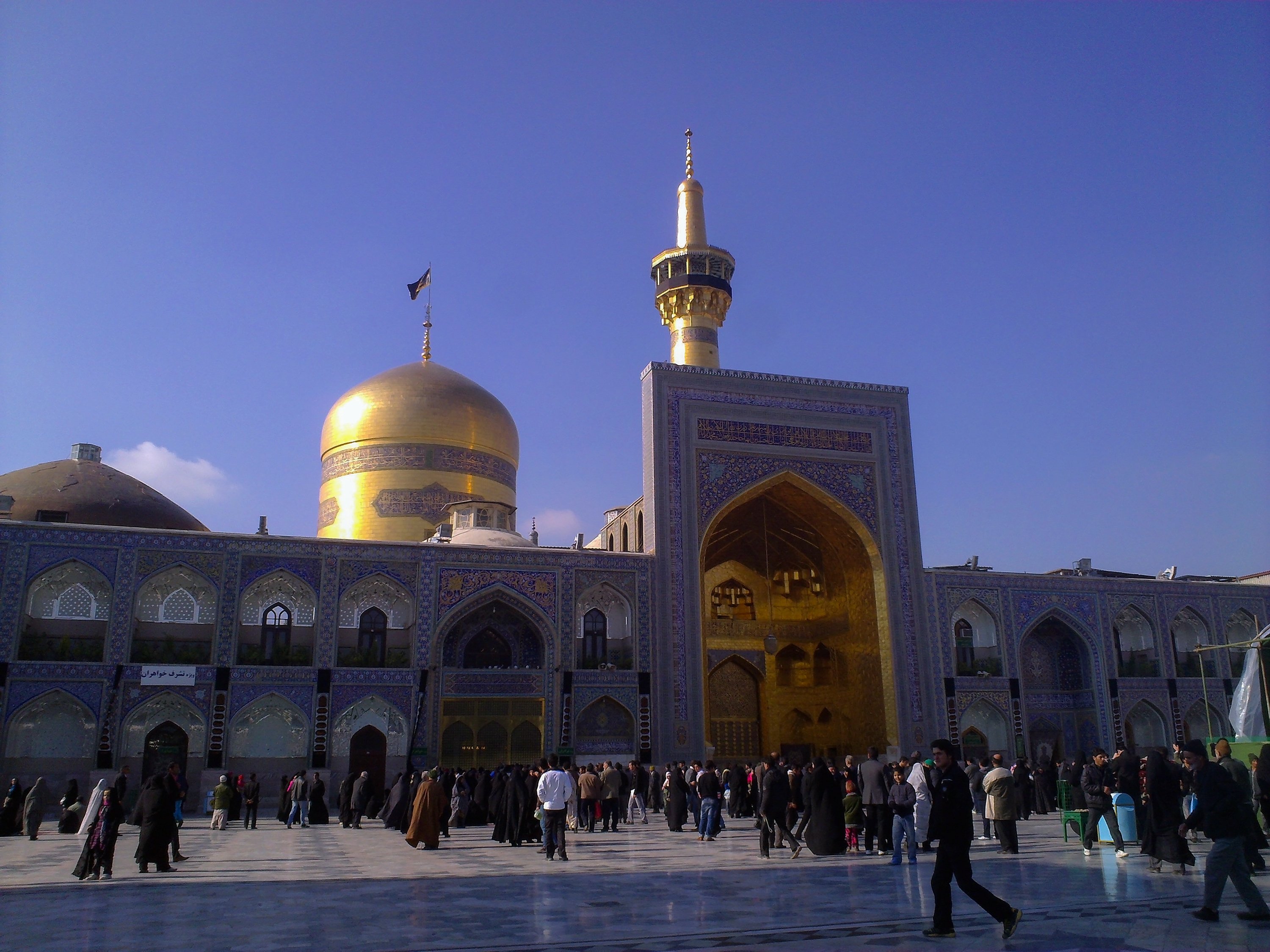

араб. محمد بن الحسن